# Kopriva (gmina Razkrižje)
Kopriva – wieś w Słowenii, w gminie Razkrižje. W 2018 roku liczyła 41 mieszkańców.